# Барон Рокли
Барон Рокли из Литчетт Хита в графстве Дорсет — наследственный титул в системе Пэрства Соединённого королевства. Он был создан 11 января 1934 года для консервативного политика, сэра Эвелина Сесила (1865—1941), который ранее представлял в Палате общин Восточный Хартфорд (1898—1900), Астон Манор (1900—1918) и Бирмингем Астон (1918—1929). Он был сыном лорда Юстаса Сесила (1834—1921), четвертого сына Джеймса Гаскойна-Сесила, 2-го маркиза Солсбери (1791—1868).
По состоянию на 2025 год носителем титула являлся правнук первого барона, Энтони Роберт Сесил, 4-й барон Рокли (род. 1961), который стал преемником своего отца в декабре 2011 года.

## Бароны Рокли (1934)
- 1934—1941: Эвелин Сесил, 1-й барон Рокли (30 мая 1865 — 1 апреля 1941), старший сын подполковника лорда Юстаса Браунлоу Генри Гаскойна-Сесила (1834—1921)[1];
- 1941—1976: Роберт Уильям Эвелин Сесил, 2-й барон Рокли (28 февраля 1901—1976), единственный сын предыдущего[2];
- 1976—2011: Джеймс Хью Сесил, 3-й барон Рокли (5 апреля 1934 — 5 декабря 2011), старший сын предыдущего[3];
- 2011 — настоящее время: Энтони Роберт Сесил, 4-й барон Рокли (род. 29 июля 1961), единственный сын предыдущего[4];
  - Наследник титула: достопочтенный Уильям Эвелин Сесил (род. 7 июля 1996), единственный сын предыдущего[5].